# Signhild Arnegård Hansen
Signhild Arnegård Hansen, född 1960, var från den 24 maj 2007 till 2010 ordförande i Svenskt Näringsliv där hon tidigare var vice ordförande sedan 2003. 
Signhild Arnegård är även grundare och ägare till Svenska Lantchips och utsågs till Årets Ruter Dam 2007. Hon bor i Segeltorp i Huddinge kommun med sin man och sina barn.